# Thomas Grosvenor (maréchal)
Pour les articles homonymes, voir Thomas Grosvenor et Grosvenor.
Thomas Grosvenor (30 mai 1764 - 20 janvier 1851) est un officier de l'armée britannique. Après avoir servi comme officier subalterne pour défendre la Banque d'Angleterre pendant les émeutes de Gordon, il participe à la campagne des Flandres, notamment la retraite en Allemagne pendant les guerres de la Révolution française. Il est commandant de brigade à la bataille de Copenhague et est ensuite déployé à Walcheren aux Pays-Bas où il est commandant adjoint d'une division dirigée par Eyre Coote pendant la désastreuse campagne de Walcheren.

## Carrière militaire

### Début de carrière
Il est le troisième fils de Thomas Grosvenor (1734–1795) et Deborah (née Skynner) Grosvenor, et fait ses études à Westminster School et devient officier dans les 1st Foot Guards le 1er octobre 1779.
Il est responsable de la sécurité à la Banque d'Angleterre pendant les émeutes de Gordon en 1780. Promu capitaine le 20 avril 1784 et lieutenant-colonel le 25 avril 1793, il prend part à la campagne des Flandres dont la retraite en Allemagne au printemps 1795 pendant les guerres de la Révolution française.

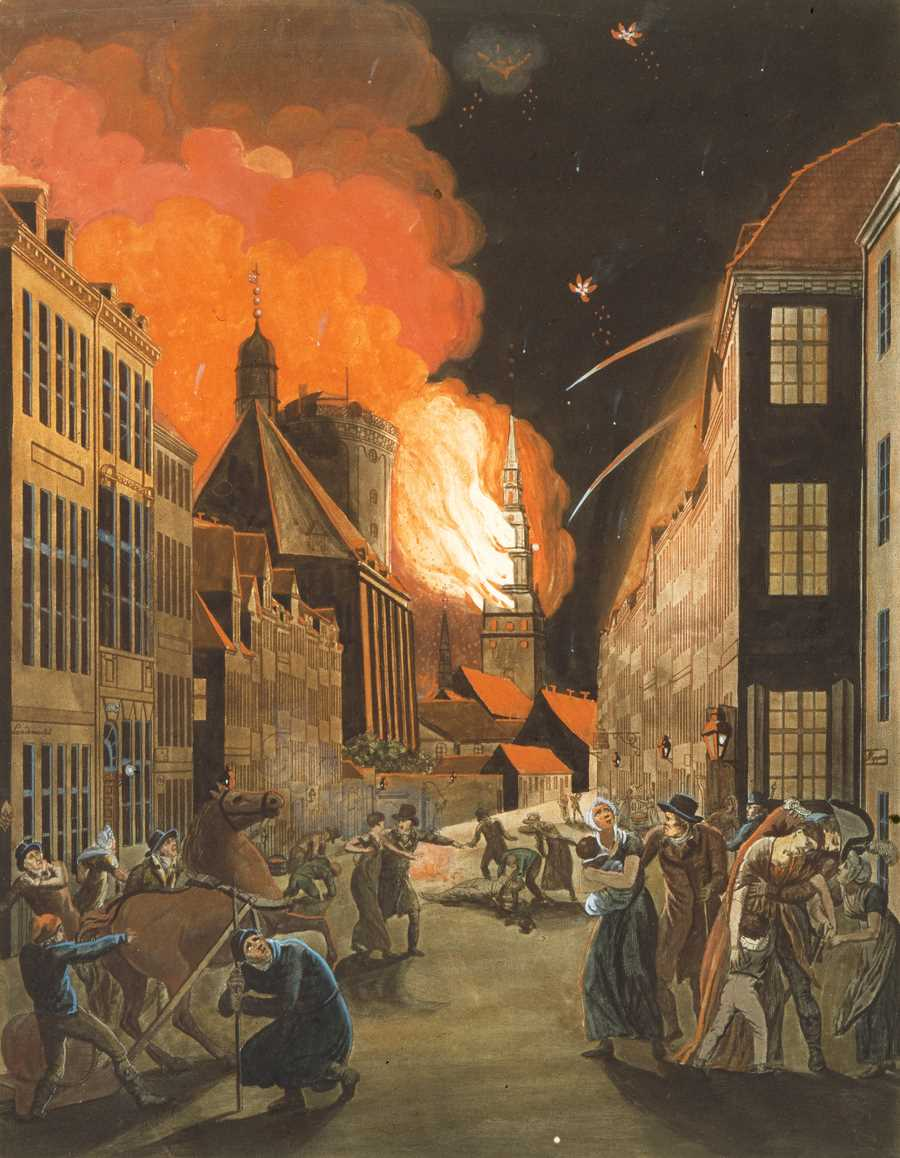
Copenhague brûle après la bataille de Copenhague au cours de laquelle Grosvenor est commandant de brigade

Grosvenor succède à son père en tant que député whig de Chester en 1795.
Il prend part à l'invasion anglo-russe de la Hollande en août 1799 et est promu général de brigade alors qu'il sert sous Ralph Abercromby en Hollande le 18 novembre 1800. Au parlement, il s'oppose au projet de loi contre le Bull-baiting introduit en 1802.
Promu major-général le 29 avril 1802, Grosvenor occupe divers commandements de brigade dans le sud de l'Angleterre entre 1803 et 1805. Il a un vif intérêt pour les courses de chevaux et son cheval, Briseis, remporte The Oaks en juin 1807.

### La campagne de Walcheren
Grosvenor est commandant de brigade à la bataille de Copenhague en août 1807 pour laquelle il est récompensé par une promotion au grade de lieutenant général le 25 avril 1808. Cependant, à l'automne 1809, il est déployé à Walcheren aux Pays-Bas où il sert comme commandant adjoint d'une division dirigée par Eyre Coote lors de la désastreuse campagne de Walcheren qui se solde par un échec lorsque de nombreux soldats britanniques meurent du paludisme.
En janvier 1810, il prend la parole au Parlement pour soutenir les demandes de Lord Porchester d'une enquête sur la désastreuse expédition qui a eu lieu l'année précédente et à laquelle Grosvenor a été si étroitement associé.

### Fin de carrière
Grosvenor est promu général le 12 août 1819. En 1820, il a la chance de s'échapper lors de la conspiration de Cato Street lorsqu'une foule en colère renverse sa voiture dans la rivière Dee. À peu près à la même époque, il commence à louer la Warren House à Loughton, probablement sur le chemin de l'Hippodrome de Newmarket,. Il démissionne en tant que parlementaire de Chester en 1826 pour faire place au fils de son cousin, Robert Grosvenor et devient à la place parlementaire de Stockbridge. En juin 1825, un autre des chevaux de Thomas Grosvenor, Wings, remporte l'Epsom Oakes. Il prend sa retraite du parlement en 1830.
Grosvenor est également colonel honoraire du 97e Régiment d'infanterie en 1807, puis colonel honoraire du 65e Régiment d'infanterie de 1814 à sa mort. Il est promu maréchal le 9 novembre 1846 et meurt à son domicile, Mount Ararat à Richmond Hill le 20 juin 1851.

## Famille
En 1797, Grosvenor épouse Elizabeth Heathcote (fille de Gilbert Heathcote, 3e baronnet); après la mort de sa première femme, il épouse Anne Wilbraham (fille du parlementaire George Wilbraham) en 1831. Il n'y a pas d'enfants de l'un ou l'autre mariage.